# Anancistrogera ceylonica
Anancistrogera ceylonica is een rechtvleugelig insect uit de familie Gryllacrididae. De wetenschappelijke naam van deze soort is voor het eerst geldig gepubliceerd in 1937 door Heinrich Hugo Karny.